# ژیان‌مرغ کوتوله گوش‌دار
ژیان‌مرغ کوتوله گوش‌دار (نام علمی: Myornis auricularis) گونه‌ای از پرندگان تیرهٔ ژیان‌مرغان است که در آرژانتین، برزیل و پاراگوئه یافت می‌شود.